# Obaga del Mu
L'Obaga del Mu, és una obaga del terme municipal de Conca de Dalt, al Pallars Jussà, a l'antic terme de Toralla i Serradell, en el territori del poble de Serradell.
Està situada al vessant nord-oriental del Serrat de Ladres, a la dreta i migdia de la capçalera de la llau del Cornàs, al davant i també a migdia del Racó de Carlos.